# Stan Cahill
Pour les articles homonymes, voir Cahill.
Stan Cahill est un acteur américain de télévision, né le 21 septembre 1964. Il a notamment joué en 2001-2002 dans 6 épisodes de la série New York Police Blues (neuvième saison).

## Filmographie
- 1993 : J. F. K. : Le Destin en marche (J.F.K.: Reckless Youth) (TV)
- 1998 : Pour tout l'or de l'Alaska (Goldrush: A Real Life Alaskan Adventure) de John Power: Ed Hawkins